# المعالي
قرية المعالي هي إحدى القرى التابعة لمركز منيا القمح في محافظة الشرقية في جمهورية مصر العربية. حسب إحصاءات سنة 2006، بلغ إجمالي السكان في المعالى 5050 نسمة، منهم 2689 رجل و2361 امرأة.

## التاريخ
قرية المعالي من القرى القديمة، حيث وردت باسم «كفر بني حبيش» في أعمال الشرقية ضمن قرى الروك الناصري التي أحصاها ابن الجيعان في كتاب «التحفة السنية بأسماء البلاد المصرية». وفي العصر العثماني وردت باسم «كفر بني حبيش» في التربيع العثماني الذي أجراه الوالي العثماني سليمان باشا الخادم في عصر السلطان العثماني سليمان القانوني ضمن قرى ولاية الشرقية، وفي تاريخ 1228هـ/1813م الذي عدّ قرى مصر بعد المسح الذي قام به محمد علي باشا باسم «كفر قرموط» ضمن قرى مديرية الشرقية. وفي سنة 1354هـ/1935م، طلب أهل القرية تغيير الاسم، فتغيّر إلى «المعالي».